# あっぱれ外人 DONピシャリ!!
『あっぱれ外人 DONピシャリ!!』（あっぱれがいじん ドンピシャリ）は、1984年11月6日から1985年3月19日までテレビ朝日系列局で放送されていたテレビ朝日製作のクイズ番組である。放送時間は毎週火曜 20:00 - 20:54 （日本標準時）。
日本在住の外国人に日本文化を知ってもらうことをコンセプトにした番組で、西川きよしとマリアンが司会を務めていた。

## 内容

### 前期
「オープニングクイズ」。きよしが各国別チーム（アメリカチーム、フランスチーム、ガーナ・ウガンダ混成チーム、イギリスチーム、イタリアチーム、ケニアチーム、ブラジルチームなど）に出題し、持ち時間90秒で解答。持ち点120点から1点ずつ点数が減っていき、正解すれば点数はそこで止まるが、タイムアップの場合には0点となり、そこからスタートする。
そのすぐあとに「メインクイズ」。このコーナーは5人の出題者（嵐山光三郎、せんだみつお、さこみちよ、山本晋也、村野武憲ほか）がいろいろな日本文化、風俗、流行を出題。各国別チームリレー形式で解答してもらう。次が「早押しクイズ」。制限時間60秒で日本のさまざまな話題が出題される（出題ナレーション＝堀越幸子）。
最後は「大逆転助っ人クイズ」。「メインクイズ」を出題した5人の出題者1人を「助っ人」としてこのコーナーの前に各国別チームが選び、選んだところで問題がVTRでスタート。全チーム参加の書き問題で、正解チームにはそれぞれ100点が入り、その時点でトップ賞が決定する。トップ賞を獲得したチームにはトロフィーが授与された。また、トップ賞チーム決定のファンファーレはチームにより様々なバージョンが用意されていたほか、解答者席のバックから噴水か火山が吹き出るかのように大量の紙吹雪が舞った。

### 後期
「オープニングクイズ」を撤廃、いきなり「メインクイズ」から始める。形式もリレー問題から書き問題になった。正解したチームにはそれぞれ50点を加点。ただし、全チーム正解の場合は特別ボーナスとしてさらに50点プラス、計100点が入る。その後、「早押しクイズ」「大逆転助っ人クイズ」と続く（メインクイズ以外のルールは前期と変わらず）。

## 視聴者プレゼント
番組は、次週の放送でどのチームが勝利してトップ賞を獲得するのかを予想し、それをハガキに書いて送る視聴者プレゼントクイズも出題していた。正解者の中から1人に、番組スポンサーの大韓航空から海外旅行がプレゼントされていた。大韓航空は韓国の航空会社であるが、旅先は韓国のみに限られているわけではなかった。

## エンディングの演出
エンディングでは、出演者全員による世界中の「さよなら」あるいは「また来週」の挨拶で締めていた（例："Adiós" （スペイン語）、"See you next week" （英語））。最終回のエンディングでは、出演者全員が日本語で「さよなら」と挨拶した。

## エンディングテーマ
「MAYIM MAYIM '85」
作詞：森田由美 / 作曲・歌：OPEN SESAMI! / アニメーション：南家こうじ
イスラエルの楽曲「マイム・マイム」のカバー。番組の終了後には「MAYIM MAYIM '86」とタイトルを変え、朝の子供向け番組『パックンたまご』で放送された。

## 備考
当時ANNにも加盟していた山形放送（日本テレビ系列）では毎週月曜 22:00 - 22:54 に放送されていた（6日遅れ）。
また同じく日本テレビ系列の北日本放送では毎週土曜 12:00 - 12:54 に放送されていた。
| テレビ朝日系列 火曜20:00枠                             | テレビ朝日系列 火曜20:00枠                                   | テレビ朝日系列 火曜20:00枠                                            |
| 前番組                                                 | 番組名                                                       | 次番組                                                                |
| ------------------------------------------------------ | ------------------------------------------------------------ | --------------------------------------------------------------------- |
| 何かとワイド面白地球 （1983年11月1日 - 1984年9月25日） | あっぱれ外人 DONピシャリ!! （1984年11月6日 - 1985年3月19日） | ビートたけしのスポーツ大将（第1期） （1985年4月16日 - 1987年3月24日） |